# Renault Scénic
Renault Grand Scénic (do roku 1999 jako Mégane Scénic) je průkopníkem mezi menšími vozy kategorie MPV. Francouzská automobilka Renault jej uvedla na trh už v roce 1996. Vůz vycházel, jak již první název napovídá, z modelové řady Mégane. O tři roky později prošel faceliftem. Následující rok se objevila také verze s pohonem všech kol pod označením RX4. V roce 2003 dostal slovo Scénic druhé generace. Od roku 2009 se vyrábí 3. generace a byl přejmenován na Renault Scénic.

## Renault Scénic I (1996–2003)
První generace Renaultu Scénic (označovaná jako Mégane Scénic) byla mechanicky identická s Renaultem Mégane ve verzi hatchback (který měl základ ze staršího Renaultu 19). Scénic byl na trhu označovaný jako MPV v menší velikosti a za nižší cenu než Renault Espace. Produkce začala v listopadu roku 1996.

### Facelift
V září 1999 prošel Scénic – spolu s Mégane – faceliftem. Změnou prošly přední část a zadní světla. Po faceliftu se změnil oficiální název z Renault Mégane Scénic na Renault Scénic.

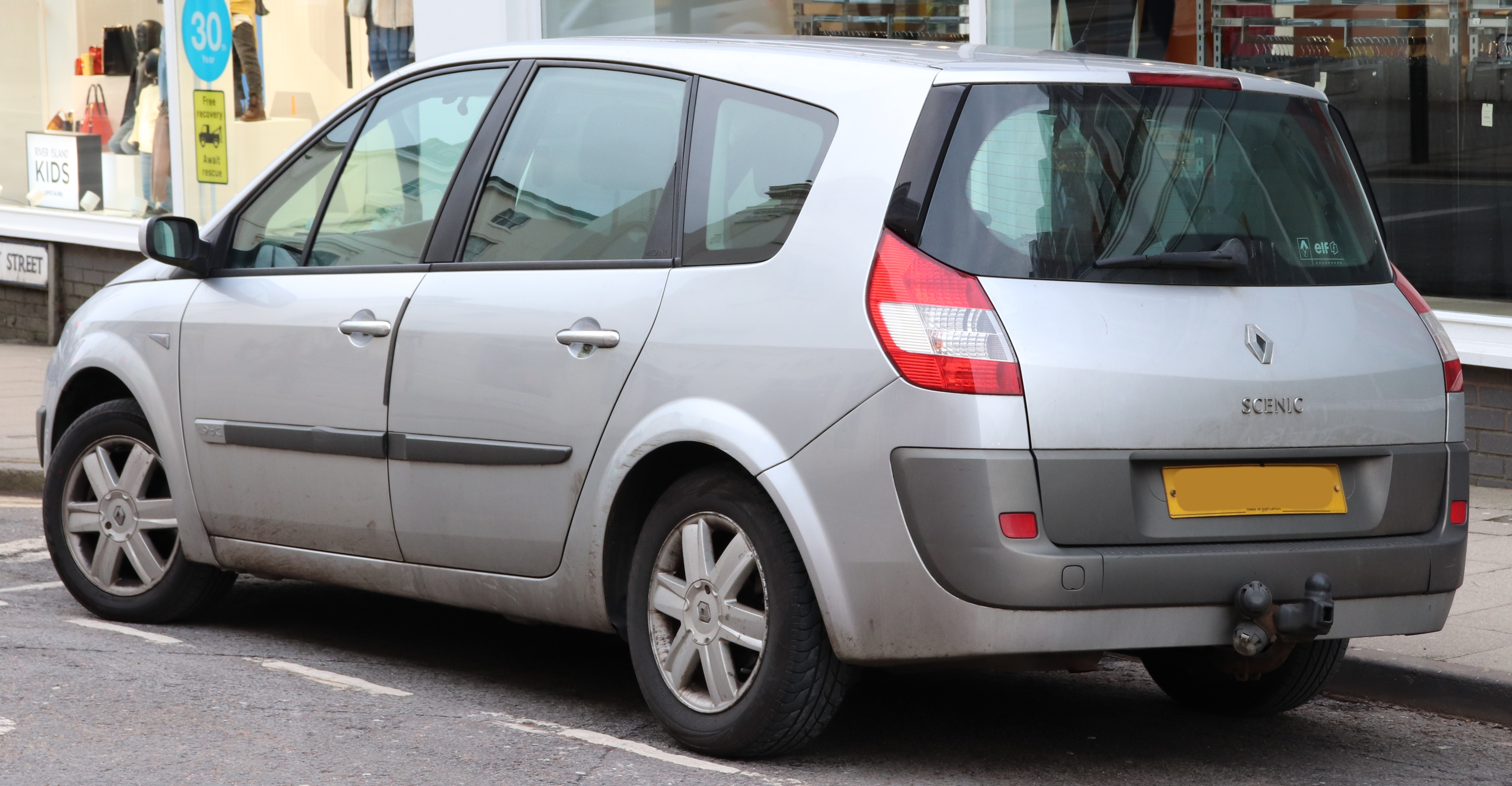
Renault Grand Scénic II (před faciliftem)

## Renault Scénic II (2003–2009)
Úplně nový model Scénicu byl vyráběn od června 2003. Spolu s ním se vyráběl i sedmimístný Grand Scénic, který měl ve třetí řadě dvě malá sedadla spíš pro děti a oficiálně se začal prodávat v dubnu 2004.
U druhé generace se objevil bezklíčkový imobilisér s kartou Renault. Scénic měl odlišný design palubní desky s digitálním displejem. Zadní sedadla byla dělaná na 3 samostatná.

### Facelift
Verze po faceliftu se prodávala od září 2006 a znamenala jen malé změny v designu jako větší logo a vzadu nápis Renault.

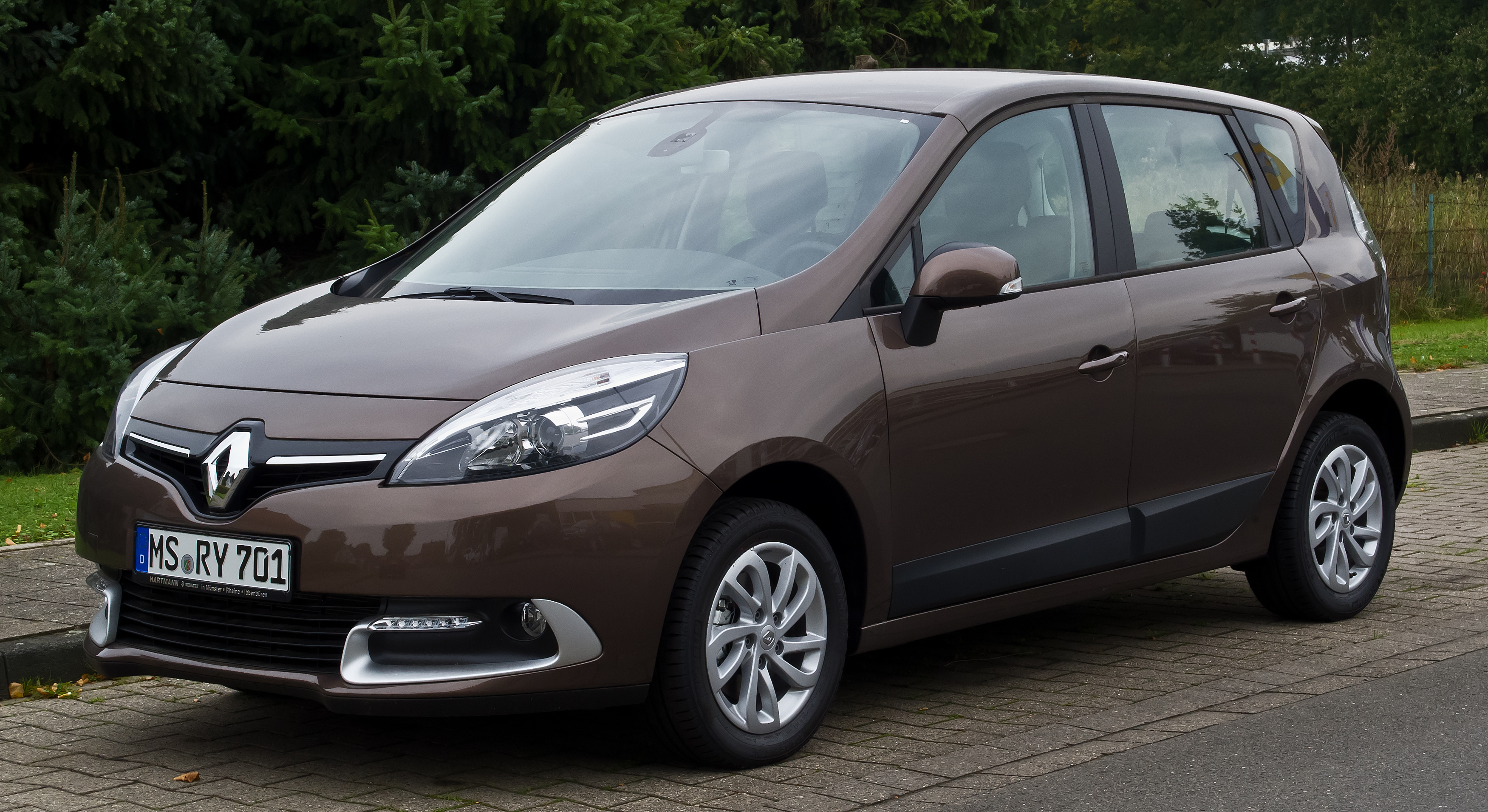
Renault Scénic III (facelift)

## Renault Scénic III (2009–2015)
Prodej třetí generace byl zahájen v červenci 2009, zatímco verze Grand Scénic v květnu 2009.
I třetí generace se dočkala faceliftu, a to v březnu 2013, který se dotkl jak exteriéru, tak interiéru.

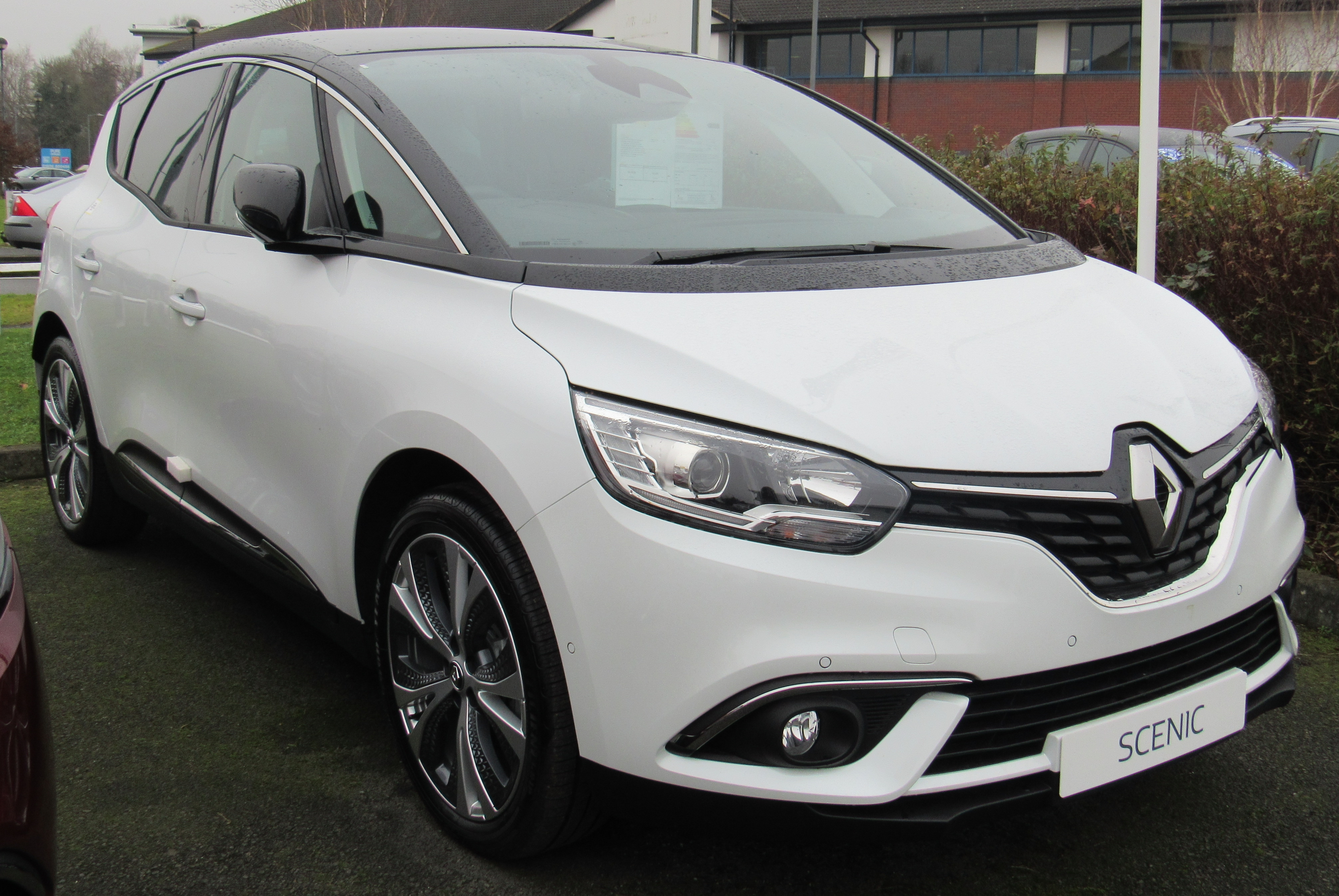
Renault Scénic IV

## Renault Scénic IV (2016–2022)
Čtvrtá generace byla představena na Ženevském autosalonu roku 2016. Jedná se stále o MPV, ale s prvky crossoveru.